# Lilla Tjärby
Lilla Tjärby est une localité de Suède située dans la commune de Laholm du comté de Halland. Elle couvre une superficie de 0,8 km2. En 2010, elle compte 914 habitants.